# Charles Kuen Kao
Charles Kuen Kao (poenostavljeno kitajsko: 高锟; tradicionalno kitajsko: 高錕), KBE, FRS, kitajsko-ameriški fizik, * 4. november 1933, Šanghaj, Kitajska, † 23. september 2018.
Kao je leta 2009 za svoja prelomna odkritja na področju prenosa svetlobe v optičnih vlaknih v namen optične komunikacije prejel Nobelovo nagrado za fiziko.